# Jerzy Zoń
Jerzy Zoń (ur. 31 lipca 1953 w Siekierczynie) – polski reżyser i aktor teatralny, dyrektor i współzałożyciel krakowskiego Teatru KTO oraz dyrektor artystyczny ULICA Festival.
Odznaczony m.in.: Złotym Krzyżem Zasługi, medalem Zasłużony Kulturze – Gloria Artis oraz Nagrodą Teatralną im. Stanisława Wyspiańskiego, przyznawaną za szczególne osiągnięcia w dziedzinie teatru.
Reżyser, scenarzysta i producent wielkich widowisk plenerowych, międzynarodowych projektów teatralnych, wśród nich m.in.:
„ARCADIA”
- zwycięski spektakl festiwalu Grudziądzka Wiosna Teatralna 2023 r.[3]

„Chór sierot”
„Peregrinus”
„Ślepcy”
„Zapach czasu” – prezentowany na ponad 60 festiwalach w 15 krajach m.in.: w Austrii, Brazylii, we Francji, w Hiszpanii, Holandii, Iranie, Korei Południowej, na Litwie, w Rumunii i we Włoszech.
„Hallo Mr Jo” – spektakl w koprodukcji z francuską grupą Jo Bithume (1998 r.)
Kreator i dyrektor ULICA Festival realizowanego od 1987 roku.
W latach 1974–1980 aktor Teatru STU, zagrał w legendarnych spektaklach Krzysztofa Jasińskiego m.in. Sennik polski, Exodus, Pacjenci i Operetka. W latach 1988–1992 dyrektor naczelny i artystyczny Teatru im. C. K. Norwida w Jeleniej Górze, gdzie wyreżyserował m.in. Noc Walpurgii W. Jerofiejewa, Monachomachię I. Krasickiego oraz Kontredans B. Rudnickiego. Dyrektor naczelny Teatru im. C. K. Norwida w Jeleniej Górze w latach 1988–1992. Aktor w Teatrze STU, Groteska i Teatrze KTO.
Absolwent filologii polskiej Uniwersytetu Jagiellońskiego.